# Baekhyun
Baekhyun (ur. 6 maja 1992 w Bucheon), właśc. Byun Baek-hyun (hangul: 변백현) – południowokoreański piosenkarz, twórca tekstów, model oraz aktor. Baekhyun rozpoczął swój trening w 2011 roku w wytwórni SM Entertainment. Parę miesięcy później zadebiutował w zespole EXO. Pełni on rolę jednego z głównych wokalistów. W 2016 roku została utworzona podgrupa EXO-CBX, której częścią zostali Baekhyun, Chen oraz Xiumin.
10 lipca 2019 zadebiutował jako solista ze swoim pierwszym minialbumem City Lights. Odniósł tym albumem ogromny sukces, gdyż sprzedało się ponad pół miliona kopii. Album ten prędko został okrzyknięty najlepiej sprzedającym się solowym albumem 2019 roku w Korei Południowej. Tuż po City Lights, w 2020 roku ukazał się drugi solowy minialbum Baekhyuna – Delight, który sprzedał się w liczbie ponad miliona egzemplarzy.
Obecnie Baekhyun promuje się razem EXO, jako solista oraz jako lider super grupy SuperM, która powstała w 2019 roku. Baekhyun często spotyka się z określeniem „Genius Idol”, gdyż znany jest ze swojej wielozadaniowości, talentu oraz niekończących się możliwości.

## Dzieciństwo oraz wczesna młodość
Byun Baek-hyun urodził się 6 maja 1992 roku, w Bucheon, w prowincji Gyeonggi. Ma siedem lat starszego brata Baek-beoma. Baekhyun uczył się śpiewu odkąd miał 11 lat, inspirował się południowokoreańskim piosenkarzem Jung Ji-hoonem tworzącym pod pseudonimem Rain. Uczęszczał do Jungwon High School w Bucheon, gdzie był wokalistą zespołu Honsusangtae, z którym wygrał lokalny festiwal muzyczny. Otrzymywał lekcje gry na fortepianie od Kim Hyun-woo, członka południowokoreańskiego zespołu rockowego DickPunks. Został odkryty przez pracownika SM Entertainment, gdy przygotowywał się do egzaminów wstępnych do Seoul Institute of the Arts. Do wytwórni dołączył w 2011 roku po przesłuchaniu.

## Kariera

### 2012–2015: Debiut i początki kariery

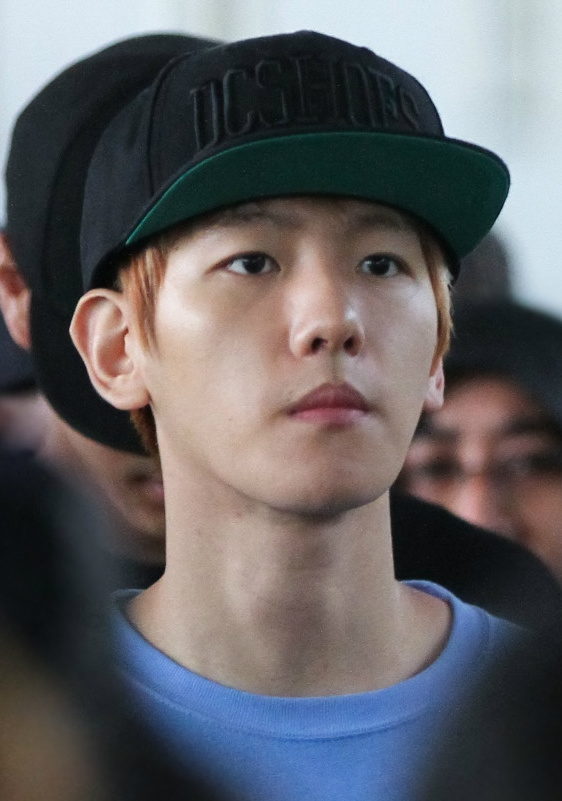
Baekhyun na lotnisku w Malezji (KLIA) we wrześniu 2013 roku.

Baekhyun został oficjalnie ujawniony jako dziewiąty członek Exo 30 stycznia 2012 roku, jako jeden z głównych wokalistów. Grupa zadebiutowała oficjalnie w kwietniu 2012 roku i od tego czasu zyskała znaczną popularność i sukces komercyjny. Po raz pierwszy pojawił się w 19 zwiastunie zespołu razem z Layem i Chenem.
Od lutego do lilstopada 2014 roku razem z innym członkiem EXO, Suho, był stałym gospodarzem muzycznego programu telewizyjnego stacji SBS Inkigayo. W lipcu 2014 roku Baekhyun zadebiutował w teatrze, grając główną rolę Dona Lockwooda w południowokoreańskiej produkcji musicalu Singin 'in the Rain produkcji SM C&C.
W kwietniu 2015 roku Baekhyun wydał swoją pierwszą solową piosenkę od czasu debiutu w zespole – „Beautiful”. Została użyta w ścieżce dźwiękowej do internetowego serialu Exo Next Door. Utwór ten był pierwszym soundtrackiem do serialu internetowego, który zajął pierwsze miejsce na najpopularniejszych cyfrowych listach przebojów w Korei. W maju 2015 ogłoszono, że Baekhyun zagra w filmie akcji Dokgo u boku aktora Yeo Jin-goo. Produkcja filmu została jednak odwołana w styczniu 2016 roku. W grudniu 2015 roku Baekhyun złożył hołd zmarłemu południowokoreańskiemu piosenkarzowi Kim Hyun-sikowi wykonując jego piosenkę „Like Rain, Like Music” podczas końcoworocznego programu SBS Gayo Daejeon. Nagranie studyjne jego wykonania zostało później wydane cyfrowo.

### 2016–2018: Aktorstwo i EXO-CBX
W styczniu 2016 roku Baekhyun wspólnie z członkinią Miss A, Suzy, wydali duet zatytułowany „Dream”. Piosenka szybko osiągnęła szczyt na internetowych listach przebojów w czasie rzeczywistym, a w późniejszym czasie znalazła się na pierwszym miejscu listy Gaon Digital Chart. Utwór pięciokrotnie zajął pierwsze miejsce w muzycznych programach telewizyjnych Music Bank i Inkigayo. W kwietniu 2016 roku Baekhyun otrzymał nagrodę YinYueTai V-Chart dla najpopularniejszego piosenkarza w Korei Południowej. W ramach muzycznego projektu SM Station Baekhyun i K.Will wydali folkowo-balladowy duet zatytułowany „The Day”.
W sierpniu 2016 roku Baekhyun zadebiutował na małym ekranie w serialu historycznym Dar-ui yeon-in – Bobogyeongsim ryeo będącym południowokoreańską adaptacją chińskiej powieści Bu bu jing xin. Za rolę w serialu otrzymał nagrodę „New Star Award” podczas 2016 SBS Drama Awards. Współpracował także z innymi członkami EXO – Chenem i Xiuminem, nad oryginalną ścieżką dźwiękową do serialu – utworem „For You”. W październiku 2016 roku, wraz z Chenem i Xiuminem, Baekhyun został członkiem pierwszej oficjalnej podgrupy EXO – EXO-CBX. Ich debiutancki minialbum Hey Mama! został wydany 31 października. W listopadzie 2016 roku Baekhyun rozpoczął uczestnictwo w turnieju e-sportowym SM Entertainment: League of Legends „2016 SM Super Celeb League”, w którym on i jego kolega z wytwórni Heechul grali zarówno z profesjonalnymi graczami, jak i z fanami z Korei Południowej i Chin.
W lutym 2017 roku Baekhyun i Soyou, członkini Sistar, wydali duet zatytułowany „Rain”. Piosenka uplasowała się na pierwszej pozycji internetowych list przebojów, zdobywając status All-Kill. W kwietniu 2017 Baekhyun wydał singel zatytułowany „Take You Home”, do drugiego sezonu projektu SM Station. Piosenka zadebiutowała na dwunastym miejscu na cotygodniowej cyfrowej liście Gaon.
5 lutego 2018 roku Baekhyun wykonał hymn Korei Południowej podczas ceremonii otwarcia 132. sesji Międzynarodowego Komitetu Olimpijskiego (MKOl) na oczach prezydenta Korei Południowej Mun Jae-ina i prezydenta Komitetu Organizacyjnego Zimowych Igrzysk Olimpijskich 2018 Lee Hee-beoma. W sierpniu 2018 roku Baekhyun i raper Loco wydali wspólny utwór zatytułowany „Young” dla projektu Station. Piosenka zajęła czwarte miejsce na liście Billboard World Digital Song Sales.

### 2019–2022: Debiut solowy, SuperM i służba wojskowa

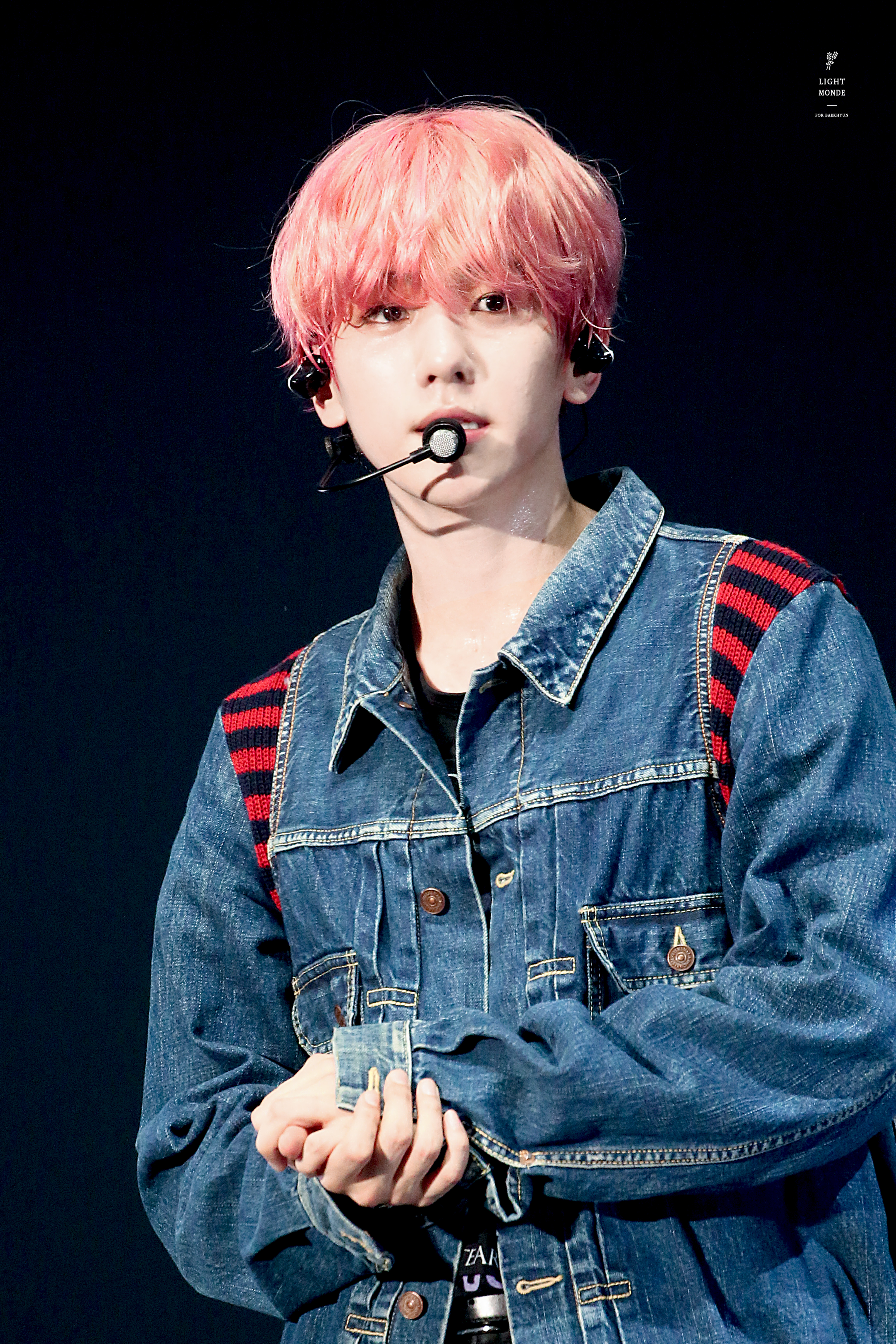
Baekhyun w trakcie trasy Exo Planet #5 – Exploration

10 czerwca 2019 roku ogłoszono, że Baekhyun zadebiutuje jako artysta solowy w lipcu 2019 roku, jako trzeci wśród członków EXO. Minialbum City Lights ukazał się 10 lipca. W 2019 roku album sprzedał się ponad 550 tys. egzemplarzy, dzięki czemu odnotował najwyższą sprzedaż wszystkich artystów solowych w historii Korei Południowej Gaon Chart. Trafił na szczyt tygodniowej i miesięcznej listy albumow Gaon Chart i zajął szóste miejsce na liście na koniec roku, a także pierwsze wśród albumów wydanych przez artystów solowych. Ostatecznie stał się najlepiej sprzedającym się solowym albumem Korei Południowej w 2019. W sierpniu potwierdzono, że Baekhyun został członkiem SuperM, „k-popowej supergrupy” stworzonej przez SM Entertainment we współpracy z Capitol Records. Promocje grupy rozpoczęły się w październiku i były skierowane na rynek amerykański. SuperM zadebiutowali wydając minialbum 4 października 2019 roku. W grudniu 2019 roku na gali Mnet Asian Music Awards Baekhyun został nagrodzony w kategorii „Najlepszy męski artysta” po sukcesie jego debiutanckiego albumu City Lights i singla „UN Village”.
7 stycznia 2020 roku Baekhyun wydał utwór „My Love” (kor. 너를 사랑하고 있어) jako ścieżkę dźwiękową do serialu „Nangman doctor Kim Sa-bu 2”. W lutym Baekhyun wydał kolejny singel ze ścieżki dźwiękowej zatytułowany „On the Road” (kor. 너에게 가는 이 길 위에서 (너.이.길)) do serialu Hyena. 22 kwietnia ogłoszono, że Baekhyun powróci z drugim solowym albumem pod koniec maja. Minialbum zatytułowany Delight został wydany 25 maja 2020 roku z głównym singlem „Candy”. Płyta zebrała ponad 732 tys. zamówień w przedsprzedaży. Do lipca Delight sprzedał się w liczbie ponad miliona egzemplarzy, stając się pierwszym albumem solowego artysty w Korei Południowej, po Another Days (2001) Kim Gun-mo.
W maju piosenkarz we współpracy z Bolbbalgan4 nagrał utwór „Leo”, wydany 7 maja. Piosenka zadebiutowała na drugim miejscu na cotygodniowej cyfrowej liście Gaon. 31 lipca Baekhyun wydał remake utworu BoA „Garden in the Air” (kor. 공중정원 Gongjungjeong-won) z jej albumu Girls on Top (2005) w ramach SM Station jako pierwsze wydawnictwo z projektu poświęconego 20. rocznicy debiutu piosenkarki. Później w 2020 roku wydał dwa kolejne utwory do ścieżek dźwiękowych z seriali: „Every Second” do Record of Youth i „happy” do Brahms-reul joh-ahaseyo. 6 grudnia podczas gali Mnet Asian Music Awards, Baekhyun został drugi rok z rzędu nagrodzony w kategorii „Najlepszy męski artysta”. Natomiast 21 grudnia wydał cyfrowy singiel zatytułowany „Amusement Park”.
3 stycznia 2021 roku odbył się pierwszy solowy koncert Baekhyuna pod tytułem „Baekhyun: Light”, który odbył się w formacie cyfrowym, gdyż koncerty z udziałem publiczności nie były możliwe do zorganizowania w związku z restrykcjami pandemii COVID-19. Transmisję na żywo za pośrednictwem Beyond Live oglądało aż 110 tysięcy widzów ze 120 krajów. Dzień później wydał „Get You Alone”, główny singiel z jego debiutanckiego, japońskiego EP, które zostało wydane 21 stycznia. Minialbum otrzymał status złotej płyty przez Recording Industry Association of Japan. 30 marca Baekhyun wydał swoją trzeci koreański minialbum (czwarty ogólnie) pod tytułem „Bambi”, którego główny singiel nosi ten sam tytuł. Było to jego ostatnie wydanie przed zaciągnięciem się do wojska, by odbyć obowiązkową w Korei Południowej służbę wojskową. Album przebił rekord „Delight” w ilości pre-orderów przez solistę w Korei Południowej, osiągając wynik ponad 833 tysięcy kopii. Zadebiutował na samym szczycie Gaon Album Chart i jest drugim z rzędu koreańskim albumem Baekhyuna, który przekroczył sprzedaż miliona kopii. Natomiast w grudniu trzeci rok z rzędu zdobył nagrodę w kategorii „Najlepszy męski solista” na gali Mnet Asian Music Awards.

### 2023–teraźniejszość: Spór o kontrakt
1 czerwca 2023 roku zostało ogłoszone, że Baekhyun wraz z innymi członkami EXO – Chenem i Xiuminem – wystąpił o zerwanie kontraktu z SM Entertainment ze względu na zaległe płatności oraz nierozsądne warunki umowy.
19 czerwca 2023 roku pojawiło się oświadczenie, w którym poinformowano, że Baekhyun – wraz z Chenem i Xiuminem – doszedł do porozumienia z zarządem SM Entertainment i po uwzględnieniu kilku zmian w kontrakcie, pozostanie w wytwórni oraz będzie kontynuował swoje aktywności jako członek EXO.

## Głos
Tenorowy głos Baekhyuna został opisany przez Refinery29 jako głos „podniebny”, natomiast Billboard określił go jako „wyróżniający się na tle innych”.

## Moda i ambasadorowanie
W maju 2017 roku Baekhyun współpracował z Montblanc w związku z wydaniem przez firmę zegarka cyfrowego i wydał reklamę w formie wideo. W maju 2018 roku magazyn Vogue ujawnił, że Baekhyun podjął się współpracy z marką Privé i 1 czerwca stworzy swoją własną markę Privé by BBH, której ubrania będą unisex w stylu streetwearowym. Baekhyun obecnie jest jednym z dyrektorów kreatywnych marki. W wywiadzie udzielonym dla Forbes, Baekhyun wyjaśnił, że pragnie zachęcić ludzi do czucia się nieustraszonymi, gdy mają na sobie ubrania jego marki.
We wrześniu 2020 roku, Baekhyun został ogłoszony jako ambasador marki Burberry. Pojawił się na okładce październikowego wydania Harper’s Bazaar Korea, stając się pierwszym męskim, k-popowym idolem, który dostał miejsce na okładce magazynu. Baekhyun był również ambasadorem marki kosmetycznej TirTir, a 25 stycznia 2021 roku został ogłoszony nowym ambasadorem firmy z suplementami, Life Pharm.
20 maja 2023 roku ogłoszono, iż Baekhyun stał się nowym ambasadorem indonezyjskiej firmy Allo Bank.

## Życie prywatne
Baekhyun wraz z innymi członkami EXO – Chanyeolem oraz Suho – uczęszczał do Kyung Hee Cyber University i brał udział w zajęciach online na Culture and Arts Department of Business Administration.
6 maja 2021 roku Baekhyun zaciągnął się do wojska, by odbyć obowiązkową w Korei Południowej służbę wojskową. W związku ze zdiagnozowaną u niego niedoczynnością tarczycy, służył jako pracownik służb publicznych, a nie czynnej służby żołnierz. Swoją służbę zakończył 5 lutego 2023 roku. Dzień później na YouTube odbyła się transmisja na żywo, podczas której po długiej rozłące przywitał fanów.

## Dyskografia

### Solowa

#### Minialbumy
- City Lights (2019)
- Delight (2020)[40]
- Baekhyun (2021)
- Bambi (2021)

#### Piosenki
Single cyfrowe
- „Take You Home” (2017)[29]

Współpraca
- „Dream” (razem z Suzy, 2016)[73]
- „The Day” (razem z K.Willem, 2016)[74]
- „Rain” (razem z Soyou, 2017)[27]
- „Young” (razem z Loco, 2018)[31]
- „Runner” (razem z Changmo and Raidenem, 2021)
- „Doll” (razem z Doyoungiem, 2021)
- „Hurt” (razem z Seomoon Tak, 2021)

Ścieżki dźwiękowe
- „Beautiful” (EXO Next Door, 2015)[75]
- „For You” (Dar-ui yeon-in – Bobogyeongsim ryeo, 2016)[23]
- „On the Road” (kor. 너에게 가는 이 길 위에서 (너.이.길)) (Hyena, 2020)
- „Every Second” (kor. 나의 시간은) (Record of Youth, 2020)[46]
- „My love” (kor. 너를 사랑하고 있어) (Nangman doctor Kim Sa-bu 2, 2020)[38]
- „Happy” (Brahms-reul joh-ahaseyo, 2020)[45]
- „U” (Eoneu nal uri jip hyeongwan-euro myeolmang-i deul-eowassda, 2021)
- „Is It Me?” (kor. 나인가요) (Lovers of The Red Sky, 2021)
- „Hello” (Dr. Romantic 3, 2023)

## Filmografia

### Seriale
| Tytuł                               | Rok  | Stacja telewizyjna | Rola                   |
| ----------------------------------- | ---- | ------------------ | ---------------------- |
| Areumdaun geudaeege                 | 2012 | SBS                | on sam (cameo, odc. 2) |
| Exo Next Door                       | 2015 | Naver TV Cast      | Baekhyun               |
| Dar-ui yeon-in – Bobogyeongsim ryeo | 2016 | SBS                | Wang Eun               |

### Programy telewizyjne
| Tytuł                | Rok  | Stacja telewizyjna | Uwagi                           |
| -------------------- | ---- | ------------------ | ------------------------------- |
| Inkigayo             | 2014 | SBS                | współprowadzący                 |
| Master Key           | 2017 | KBS                | uczestnik                       |
| Knowing Bros         | 2017 | JTBC               | razem z EXO, odc. 85            |
| Knowing Bros         | 2018 | JTBC               | razem EXO, odc. 159             |
| Five Cranky Brothers | 2019 | JTBC               | główna rola, odcinek pilotażowy |
| Knowing Bros         | 2019 | JTBC               | razem z EXO, odc. 208           |

### Teatr
| Tytuł               | Rok  | Rola         | Uwagi       |
| ------------------- | ---- | ------------ | ----------- |
| Singin’ in the Rain | 2014 | Don Lockwood | główna rola |

## Napisane piosenki
Wszystkie napisy pochodzą od Koreańskiego Stowarzyszenia Praw Autorskich Muzyki.
| Rok  | Piosenka    | Album   | Tekst                                               |
| ---- | ----------- | ------- | --------------------------------------------------- |
| 2013 | „Lucky”     | XOXO    | współpraca z Chanyeolem oraz Kim Eaną               |
| 2017 | „Ko Ko Bop” | The War | współpraca z Chanyeolem, Chenem oraz Hyun Ji-wonem. |

## Ambasadorstwo
| Rok  | Tytuł                            | Odnośnik      |
| ---- | -------------------------------- | ------------- |
| 2020 | Ambasador Burberry               | [ 77 ] [ 78 ] |
| 2020 | Globalny ambasador marki Tir Tir | [ 79 ]        |
| 2021 | Ambasador Life Pharm             | [ 80 ]        |
| 2023 | Ambasador Allo Bank              | [ 67 ] [ 68 ] |